# Fredede fortidsminder i Rudersdal Kommune
Denne liste over fredede fortidsminder i Rudersdal Kommune viser alle fredede fortidsminder i Rudersdal Kommune. Listen bygger på data fra Kulturarvsstyrelsen.